# Matemática chinesa

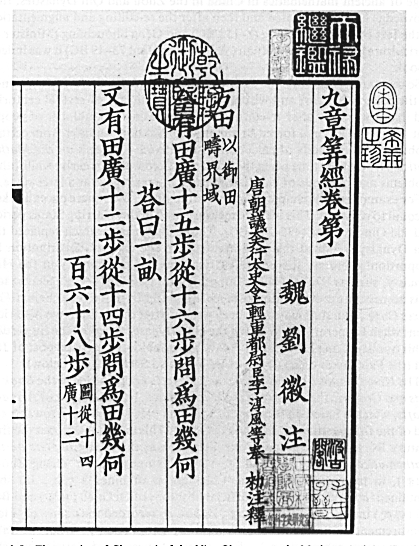
Os nove capítulos da arte matemática.

A matemática na China surgiu de forma independente por volta do século XI a.C. Os chineses desenvolveram de forma independente números muito grandes e negativos, decimais, um sistema decimal de valor posicional, um sistema binário, álgebra, geometria e trigonometria.
Os matemáticos chineses antigos fizeram avanços no desenvolvimento de algoritmos e na álgebra. Enquanto a matemática grega declinou no oeste durante os tempos medievais, a conquista da álgebra chinesa alcançou o auge no século XIII, quando Zhu Shijie inventou o método de quatro incógnitas.
Como resultado de óbvias barreiras linguísticas e geográficas, bem como de conteúdo, a matemática chinesa e a matemática do antigo mundo mediterrânico são assumidas como se tendo desenvolvido mais ou menos independentemente até ao momento em que Os nove capítulos da arte matemática atingiram a sua forma final, enquanto o Livro sobre Números e Cálculo e o Huainanzi são mais ou menos contemporâneos com a matemática grega clássica. É provável que tenha havido troca de ideias em toda a Ásia através de intercâmbios culturais conhecidos desde pelo menos os tempos romanos. Frequentemente, os elementos da matemática das sociedades primitivas correspondem a resultados rudimentares encontrados mais tarde em ramos da matemática moderna, como a geometria ou a teoria dos números. O teorema de Pitágoras, por exemplo, foi atestado no tempo do duque de Zhou. O conhecimento do triângulo de Pascal também mostrou ter existido na China, séculos antes de Pascal, como na dinastia Song, pelo polímata chinês Shen Kuo.

## Matemática chinesa antiga

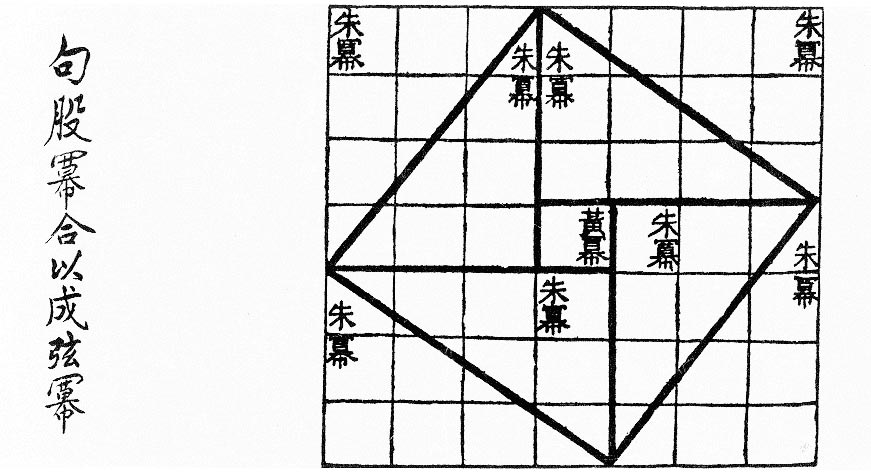
Prova gráfica do triângulo retângulo (3, 4, 5) - Zhoubi Suanjing 500–200 a.C.

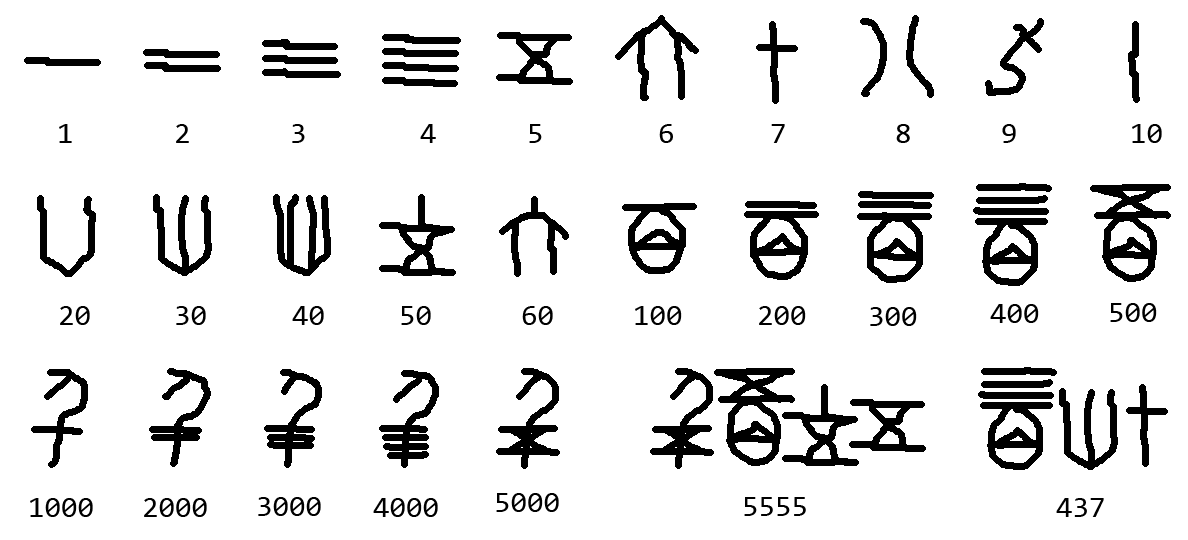
Sistema numérico de escrita oráculo em ossos.

Sistema posicional de valor decimal.

A matemática simples na escrita oráculo em ossos data à dinastia Shang (1600–1050 a.C.). Um dos mais antigos trabalhos matemáticos sobreviventes é o Yi Jing, que influenciou decisivamente a literatura escrita durante a dinastia Zhou  (1050–256 a.C.). No que respeita à matemática, o livro incluía o uso complexo de hexagramas. Leibniz referiu que o I Ching continha elementos de numeração binária.
A partir do período Shang, os chineses desenvolveram completamente um sistema decimal. Data e tempos muito antigos o uso pelos chineses dos fundamentos da aritmética (que dominaria a história oriental), álgebra, equações, e números negativos graças ao sistema numérico de varas. Embora os chineses se tenham interessado mais na aritmética e tenham desenvolvido mais a álgebra por causa de estudos de  astronomia, também foram os primeiros a desenvolver os números negativos, a geometria algébrica e o uso de algarismos decimais.
A matemática era a Liù Yì (六艺) e uma das Seis artes, que os estudantes eram obrigados a dominar durante a dinastia Zhou (1122–256 a.C.). Aprender na perfeição era obrigatório para se ser um perfeito cavalheiro, ou, no sentido chinês, o equivalente a um "Homem da Renascença". As seis artes radicam na filosofia confucionista.
O mais antigo trabalho de geometria na China provém do cânome filosófico mohista de c. 330 a.C., compilado pelos seguidores de Mozi (470–390 a.C.). O Mo Jing descreve vários aspectos dos muitos campos associados às ciências naturais, e também ensinava sobre matemática, por exemplo dando uma definição "atómica" de um ponto geométrico, indicando que uma linha se separava em partes, e que a parte que não podia ser dividida em partes menores, era o extremo da linha de um ponto. De forma similar ao atomismo de Demócrito, o Mo Jing indicava que o ponto era a unidade menor, indivisível, uma vez que o 'nada' não pode ser dividido. Defendia que duas linhas de igual comprimento irão sempre terminar no mesmo local e dava definições para a comparação de comprimentos e para as paralelas, bem como princípios de espaço e espaço limitado. Também descrevia o facto de os planos sem a propriedade de espessura não poderem ser empilhados porque não podiam intersetar-se mutuamente. O livro descrevia as circunferências, o diâmetro e o raio, e a definição de volume.
A história do desenvolvimento matemático sofre de falta de provas, havendo presentemente debates sobre certos clássicos matemáticos. Por exemplo, o Zhoubi Suanjing data DE 1200–1000 a.C., mas muitos estudiosos acreditam que terá sido escrito apenas em 300–250 a.C.. O Zhoubi Suanjing contém uma prova do Teorema de Gougu (um caso especial do teorema de Pitágoras) mas concentra-se em cálculos astronómicos. Porém, descobertas arqueológicas recentes das lamelas de bambu de Tsinghua, datadas de c. 305 a.C., revelaram alguns tópicos da matemática pré-Qin tais como a primeira tabela de multiplicação decimal.
O ábaco foi mencionado pela primeira vez no século II a.C., conjuntamente com o sistema numérico de varas (suan zi) no qual varas de bambu eram colocadas nas casa de um tabuleiro semelhante ao que é usado para jogar xadrez.

## Na dinastia Qin
Sabe-se muito pouco sobre a matemática nos tempos da dinastia Qin e antes desta, devido à queima de livros e sepultura de intelectuais no período 213–210 a.C.. O conhecimento deste período pode ser inferido a partir de provas históricas e investigação científica. A dinastia Qin criou um sistema padrão de pesos. Obras civis da dinastia Qun eram feitos de engenharia. O imperador Qin Shihuang （秦始皇）ordenou a construção de grandes estátuas para túmulos palacianos e templos, nos quais os túmulos exigiam conhecimentos de geometria e arquitetura. Todos os edifícios e grandes projetos Qin usaram fórmulas avançadas para cálculo de volumes, áreas e proporções. Datará também desta época o mais antigo exemplo epigráfico de um tratado matemático.

## Na dinastia Han
Na dinastia Han, os números foram desenvolvidos em um sistema decimal de valor posicional e usados em um tabuleiro de contagem com um conjunto de hastes de contagem chamadas cálculo de haste ou varas, consistindo em apenas nove símbolos com um espaço em branco no tabuleiro de contagem representando zero.Números negativos e frações também foram incorporados em soluções dos grandes textos matemáticos do período. Os textos matemáticos da época, o Livro sobre Números e Cálculo e Jiuzhang suanshu, resolviam problemas aritméticos básicos como adição, subtração, multiplicação e divisão.